# Iwan Sergejewitsch Uchow
Iwan Sergejewitsch Uchow (russisch Иван Сергеевич Ухов; * 29. März 1986 in Tscheljabinsk) ist ein russischer Hochspringer.

## Sportliche Karriere
Iwan Uchow, der als Leichtathlet mit dem Diskuswurf begann und erst Anfang 2004 zum Hochsprung wechselte, hatte bei den Juniorenweltmeisterschaften 2004 in Grosseto seinen ersten großen internationalen Wettkampf. Er sprang in Qualifikation 2,10 m. In der Hallensaison zuvor war er in Minsk schon einmal 2,15 m gesprungen. Schon im Folgejahr stellten sich enorme Steigerungen ein, im Januar 2005 überquerte er in Jekaterinburg 2,29 m in der Halle und konnte seine Freiluftbestleistung bei einem Sportfest in Tula auf 2,30 m steigern. Zehn Tage später, ebenfalls noch im Juli 2005, gewann er den Titel bei den Junioreneuropameisterschaften in Kaunas mit 2,25 m. Endgültig in die Weltspitze stieß er mit einem Sprung über 2,37 m in der Hallensaison 2006 in Arnstadt vor. Im selben Jahr sprang er seine bisherige Freiluftbestleistung von 2,33 m, wieder war es in Deutschland, diesmal beim Spezial-Meeting in Langen. Unter anderem diese Leistung brachte ihn an die fünfte Stelle der Jahres-Grand-Prix-Wertung und ihm den Start beim Leichtathletik-Weltfinale in Stuttgart, bei dem er mit 2,25 m ebenfalls Fünfter wurde. Am 27. Januar 2007 sprang Uchow mit 2,39 m russischen Hallen-Landesrekord beim Hallenmeeting in Moskau. In der anschließenden Freiluftsaison konnte er die in ihn gesetzten Erwartungen nicht erfüllen, es blieb bei einer Saisonbestleistung von 2,20 m im Freien. 2008 gehörte er wieder zu den Springern, die 2,30 m schafften, allerdings sorgte Uchow im September 2008 für einen Skandal, als er betrunken beim Super Grand-Prix-Meeting in Lausanne antrat und trotz einer Anfangshöhe von 2,17 m ohne gültige Höhe den Wettkampf beendete.
2009 konnte Uchow seine Hallenbestleistung erneut steigern, als er am 25. Februar bei einem Hallenmeeting in der griechischen Hauptstadt Athen als fünfter Springer überhaupt die Marke von 2,40 m knackte. Nur drei Zentimeter fehlten zum Weltrekord des Kubaners Javier Sotomayor aus dem Jahre 1989. Der Gewinn des Titels bei den Halleneuropameisterschaften in Turin war ein weiterer Höhepunkt seiner Hallensaison. Im Mai 2009 verbesserte er seine Freiluftbestleistung zunächst in Castellón auf 2,34 m, am 25. Juli 2009 bei den Russischen Meisterschaften in Tscheboksary steigerte er sie erneut und gewann mit 2,35 m vor dem höhengleichen Jaroslaw Rybakow. Als Jahresweltbester, gemeinsam mit Rybakow und Andra Manson, reiste Uchow zu den Weltmeisterschaften 2009 in Berlin. Dort kam er mit dem durch Regen nassen Anlauf nicht zurecht und qualifizierte sich nicht für den Endkampf. Mit 2,23 m belegte er den zehnten Platz.
In der Saison 2010 bestätigte Uchow am 4. März 2010 mit übersprungenen 2,38 m in Banská Bystrica seine Stärke in der Halle. Als Favorit gelang ihm wenig später der Sieg bei den Hallenweltmeisterschaften in Doha mit einer Leistung von 2,36 m. Obwohl Uchow 2010 mit 2,36 auch im Freien Weltjahresbester war, blieb ihm bei den Europameisterschaften in Barcelona nur der zweite Platz, als ihn sein Landsmann Alexandr Schustow mit 2,33 m um zwei Zentimeter schlug. Zu Beginn der Hallensaison 2010/2011 stellte der Russe mit 2,38 m im tschechischen Hustopeče seine Beständigkeit in der Halle unter Beweis, auch in Banská Bystrica sprang er diese Höhe und versuchte sich jeweils an 2,44 m, scheiterte aber knapp. Wieder 2,38 m meisterte Uchow bei seiner Titelverteidigung bei den Halleneuropameisterschaften 2011.

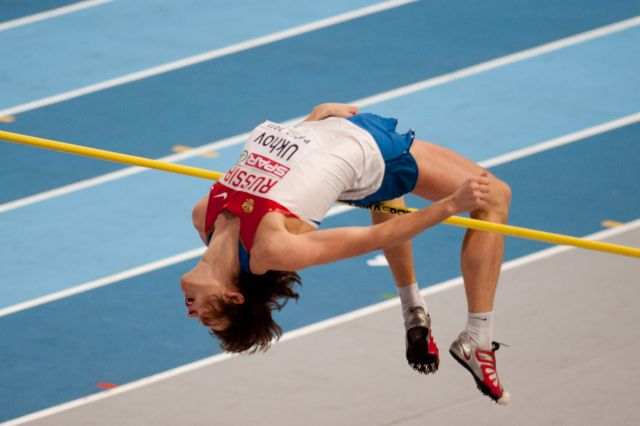
Iwan Uchow bei den Halleneuropameisterschaften 2011

Bei den Olympischen Spielen 2012 in London gewann Uchow, mit im Vorfeld übersprungenen 2,39 m als Topfavorit angereist, zunächst die Goldmedaille mit olympischen Rekord von 2,38 m. Da er gedopt war, wurde ihm diese später aberkannt sowie seine Ergebnisse bis zum 31. Dezember 2014 annulliert.
Uchow wird von Fachleuten wegen seiner Sprungkraft und seines Typus mit seinem Landsmann Wladimir Jaschtschenko verglichen.
Er trägt bei den Wettkämpfen keine speziellen Hochsprungspikes mit Nägeln unter der Ferse, sondern Sprintspikes, die nur unter dem Ballen Nägel besitzen.
Bei einer Körpergröße von 1,92 m beträgt sein Wettkampfgewicht 83 kg.

## Dopingsperre
Auf Grundlage des McLaren-Reports wurde Uchow 2019 wegen Dopings vom Internationalen Sportgerichtshof gesperrt. Uchow war bis zum 31. Oktober 2021 gesperrt und seine Resultate in der Zeit vom 16. Juli 2012 bis 31. Dezember 2014 wurden annulliert.

## Familie
Uchow ist verheiratet und hat eine Tochter.